# Фик, Адольф Ойген
Адольф Ойген Фик (нем. Adolf Eugen Fick; 3 сентября 1829, Кассель, Гессен-Кассель — 21 августа 1901, Бланкенберге, Бельгия) — немецкий физик и физиолог. Брат анатома Франца Людвига Фика, дядя офтальмолога Адольфа Гастона Ойгена Фика.

## Ранние годы и образование
Фик начал свою работу в изучении математики и физики, прежде чем обрёл склонность к медицине. Затем он получил докторскую степень в области медицины из Марбургского университета в 1851 году. Как медицинской выпускник, он начал свою работу в качестве прозектора.

## Карьера
В 1855 году он представил закон диффузии Фика. В 1870 году он став первым, измерившим сердечный выброс, используя то, что сейчас называется принципом Фика.
Фику удалось дважды опубликовать свой закон диффузии, так как он применяется в равной степени в физиологии и в физике. Его работа привела к разработке прямого метода Фика для измерения сердечного выброса.

## Награды
- Медаль Котениуса (1893)